# Thank You (Bow Wow-låt)
Thank You är första singeln till Lil Bow Wow's album:Doggy Bag. gästerna i låten är: Fundisha & Jagged Edge och låten innehåller en sampling från låte:I'm Not The One av: The Cars.

## Listplaceringar
| Chart (2002)                         | Peak position |
| ------------------------------------ | ------------- |
| U.S. Billboard Hot 100               | 93            |
| U.S. Billboard Hot R&B/Hip-Hop Songs | 47            |
| U.S. Billboard Hot Rap Tracks        | 21            |